# Тингейрарский монастырь
Тингейрарский монастырь (др.-сканд. Þingeyraklaustur) — бенедиктинский монастырь, основанный в 1133 году в Тингейраре на северо-западе Исландии. Древнейший исландский монастырь. Один из крупнейших центров письменности Исландии. В нём были созданы многие литературные произведения. Закрыт в 1551 году в эпоху Реформации.

## История
По преданию Тингейрарский монастырь основал Йон Эгмундарсон (1052—1121), первый епископ Холара. Однако о монастыре известно с 1133 года.
Монастыри были крупнейшими центрами письменности Исландии.
В 1402 году вспыхнула эпидемия чумы, после которой монастырь опустел. В 1424 году упоминается аббат Асбьёрн Вигвуссон (Ásbjörn Vigfússon).
В начале XVI века, при датском короле Кристиане III началась Реформация в Исландии. Аббату Хельги Хёскульдссону помогал Бьёрн, сын последнего католического епископа Йоуна Арасона. 7 ноября 1550 года в Скаульхольте Бьёрн был казнён вместе с отцом и братом. В 1551 году Тингейрарский монастырь был закрыт, его имущество перешло в распоряжение Кристиана III.

## Литературные произведения, созданные в монастыре
В Тингейрарском монастыре созданы многие литературные произведения. Монах Одд Сноррасон собрал сведения о конунге Олафе I Трюггвасоне и составил его жизнеописание на латыни. Монах Гуннлауг Лейвссон (ум. 1218), который считался самым авторитетным клириком на севере Исландии, переписал и дополнил латинское жизнеописание Олафа. Это сочинение не сохранилось. Впоследствии на его основе на древнеисландском языке создана «Сага об Олаве сыне Трюггви» (Óláfs saga Tryggvasonar). 
Монах Гуннлауг Лейвссон написал сочинение о чудесах Святого Торлака, епископа Скаульхольта по-латыни по просьбе епископа Холара Гудмунда Арасона (1161—1237), которого называли Гудмундом Добрым. 
Также по просьбе Гудмунда Арасона Гуннлауг написал житие Йона Эгмундарсона по-латыни. Это сочинение не сохранилось, известны переводы и редакции на древнеисландском языке — «Сага о святом Йоне, епископе Холара» ({Jóns saga hólabyskups ens helga).
Гуннлауг написал латинскую версию «Пряди о Торвальде Путешественнике» (Þorvalds þáttr víðförla).
Гуннлауг создал «Прорицание Мерлина» (Merlínússpá) — свободное поэтическое переложение на древнеисландский язык «Пророчеств Мерлина» (Prophetiae Merlini) Гальфрида Монмутского. Поэма Гуннлауга сохранилась в составе «Саг о бриттах» (Breta sögur), основанных на «Истории королей Британии» (Historia Regum Britanniae) Гальфрида Монмутского, в «Книге Хаука» (Hauksbók). Это единственное сохранившееся сочинение Гуннлауга.
Аббат Карл Йонссон (ум. 1213) является автором по крайней мере части «Саги о Сверрире».
Сыном аббата был Стюрмир Карасон, автор редакции «Книги о занятии земли».
Аббат Арнгрим Брандссон (ум. 1361) написал редакцию D «Саги о епископе Гудмунде» (Guðmundar saga biskups) о епископе Гудмунде Арасоне. В «Саге о епископе Гудмунде» Арнгрим сообщает, что монах Гуннлауг Лейвссон написал произведение о святом Амвросии Медиоланском (Nova historia sancti Ambrosii). Возможно, Гуннлауг перевёл житие Амвросия на древнеисландский язык (Ambrósíus saga biskups).
Реформация привела к уничтожению значительной части латинских рукописей.